# Gianfranco Zola
Gianfranco Zola (Oliena, Sardinija, 5. srpnja 1966.) talijanski je nogometaš i trener.
Započeo je nogometnu karijeru u nižerangiranih klubovima na Sardiniji. Igrao je za Napoli od 1989. do 1993. godine, zajedno s Diegom Maradonom i Carecom. Puno je naučio od Maradone. Poslije treninga, satima su vježbali slobodne udarce. Sudjelovao je u osvajanju talijanskog Superkupa 1991. godine. Iste godine debitirao je za talijansku reprezentaciju. 
Prešao je u Parmu 1993. godine. S klubom osvojio Kup UEFE 1995., talijanski kup i 2. mjesto u prvenstvu. Stekao je reputaciju kreativnog igrača i kao takav nije se uklapao u strogi sustav trenera Carla Ancelottija pa je 1996. prešao u engleski Chelsea, gdje ga je doveo tadašnji trener Ruud Gullit. 
Već u prvoj sezoni za Chelsea, dokazao se kao kvalitetan igrač i zabio je nekoliko nezaboravnih golova. Pomogao je u osvajanju FA kupa. Proglašen je za najboljeg igrača engleske lige u sezoni 1996./'97. po izboru sportskih novinara. Prvi je igrač Chelsea i jedini Talijan, koji je dobio tu nagradu. Sljedeće sezone pomogao je osvojiti tri trofeja: Kup pobjednika kupova, europski Superkup i Engleski Liga kup. U finalu Kupa pobjednika kupova, nije igrao od prve minute. Išao je kasnije kao zamjena i zabio pobjednički gol nakon 21 sekunde provedene u igru i nakon dva dodira lopte. U sezoni 1999./2000., Chelsea je prvi put igrao u Ligi prvaka. Zola je bio glavni igrač i zabio 3 gola, uključujući gol iz slobodnog udarca Barceloni. Iste godine osvojili su engleski FA kup. U sljedećim sezonama igrao je manje, jer je ušao u tridesete i zbog pomlađivanja momćadi. Sezona 2002./'03. bila mu je posljednja i najbolja za Chelsea. Zabio je 16 golova, najviše u sezoni za Chelsea do tada. U jednoj od posljednjih utakmica, nakon što je predriblao četiri igrača Liverpoola dobio je pljesak cijelog stadiona. Izabran je najboljeg igrača kluba te sezone te za najboljeg igrača u povijesti Chelsea. U anketi je za njega glasovalo 60% ispitanika. Uvršten je u najboljih 11 igrača Chelsea svih vremena. Za Chelsea, igrao je 312 puta i postigao 80 golova. Bio je miljenik navijača, zbog nogometne vještine i mnogih nezaboravnih poteza. Imao je karizmu i osobnost. Bio je visok samo 1.66 cm, a smatrali su ga velikim nogometašem i čovjekom. Dobio je 2004., na posebnoj ceremoniji u Rimu visoko britansko odličje Red Britanskog Imperija te visoko talijansko odličje. Uvršten je u Kuću slavnih engleskog nogometa 2006. godine.
U ljeto 2003., zaigrao je za talijanski klub Cagliari s njegovog rodnog otoka Sardinije. Malo nakon toga, vlasnik Chelsea postao je Roman Abramovič i želio je da Zola nastavi igrati za Chelsea, što je Zola odbio. Abramovič je tada razmišljao kupiti cijelu momčad Cagliarija, samo da se Zola vrati. Zola je predvodio Cagliari koji je tada nastupa u drugoj ligi do plasmana u prvu ligu. Nastupio je i sljedeće sezone za Cagliari i završio karijeru 2005., zabivši na posljednjoj utakmici 2 gola Juventusu.
Za talijansku nogometnu reprezentaciju igrao je od 1991. do 1997. godine. U 35 nastupa zabio je 10 golova. Igrao je na Svjetskom prvenstvu 1994. u samo jednoj utakmici protiv Nigerije, u kojoj je dobio crveni karton. Igrao je na Europskom prvenstvu 1996. i promašio jedanaesterac protiv Njemačke. Zabio je gol Engleskoj na Wembleyu u kvalifikacijama za Svjetsko prvenstvo 1998., na kojem nije nastupio. Tada je imao 30 godina.
Bio je pomoćni trener mlade talijanske reprezentacije od 2006. do 2008. Izbornik je bio Pierluigi Casiraghi, s kojim je kratko igrao u Chelsea-iju, prije nego što se Casiraghi ozlijedio i završio karijeru. Vodili su mladu reprezentaciju na Olimpijskim igrama u Pekingu 2008., gdje su došli do četvrtfinala.
Bio je trener engleskog kluba West Ham od rujna 2008. do svibnja 2010. Makar su West Ham i Chelsea rivali, postao je miljenik navijača West Hama i dobio pljesak od navijača Chelsea, svaki put kada su igrali protiv njih.
25. prosinca 2014. Gianfranco je postao trener Cagliarija, ali je na toj funkciji ostao do ožujka 2015.